# Nicolas Garcia
Nicolas Garcia   (Elna, 16 d'agost de 1960) és un polític nord-català. Batlle de la ciutat rossellonesa d'Elna, i membre del Partit Comunista Francès, va exercir la batllia d'Elna durant tretze anys seguits (2001-2014) durant els quals va dur a terme una política de normalització lingüística i va impulsar la recuperació de la Maternitat d'Elna, després va exercir de conseller municipal a l'oposició.

## Trajectòria
Al capdavant d'una llista d'unió anomenada «Elne comm'une idée neuve» va recuperar la batllia el 2020 amb el 54,61% dels sufragis. Garcia s'ha expressat repetidament a favor de la independència de Catalunya.
L'abril del 2022, l'ajuntament Elna es va convertir en el primer consistori de la Catalunya Nord que va reconèixer oficialment el dret de debatre en català als plens malgrat l'oposició política de dretes. Tot va començar quan el regidor Pere Manzanares va fer una intervenció en català que, tanmateix, va traduir seguidament al francès. Més endavant, també van permetre l'ús del català els consistoris nord-catalans de Portvendres, Sant Andreu de Sureda, els Banys i Palaldà i Tarerac. Al setembre, però, el prefecte del departament dels Pirineus Orientals va decidir portar aquest municipis davant la justícia amb l'argument que l'única llengua oficial de la República Francesa és el francès.
El 18 d'abril del 2023, els cinc batlles van ser jutjats al Tribunal Administratiu de Montpeller acusats d'haver modificat el reglament municipal per tal de permetre l'ús de la llengua catalana als plens.